# Veľká Lodina
Veľká Lodina (in ungherese Nagyladna) è un comune della Slovacchia facente parte del distretto di Košice-okolie, nella regione di Košice.